# 9732 Juchnovski
A 9732 Juchnovski (ideiglenes jelöléssel 1984 SJ7) a Naprendszer kisbolygóövében található aszteroida. V. G. Shkodrov és V. G. Ivanova fedezte fel 1984. szeptember 24-én.